# Daubenrath
Daubenrath is een plaats in de Duitse gemeente Jülich, deelstaat Noordrijn-Westfalen, en telt 326 inwoners (2011).

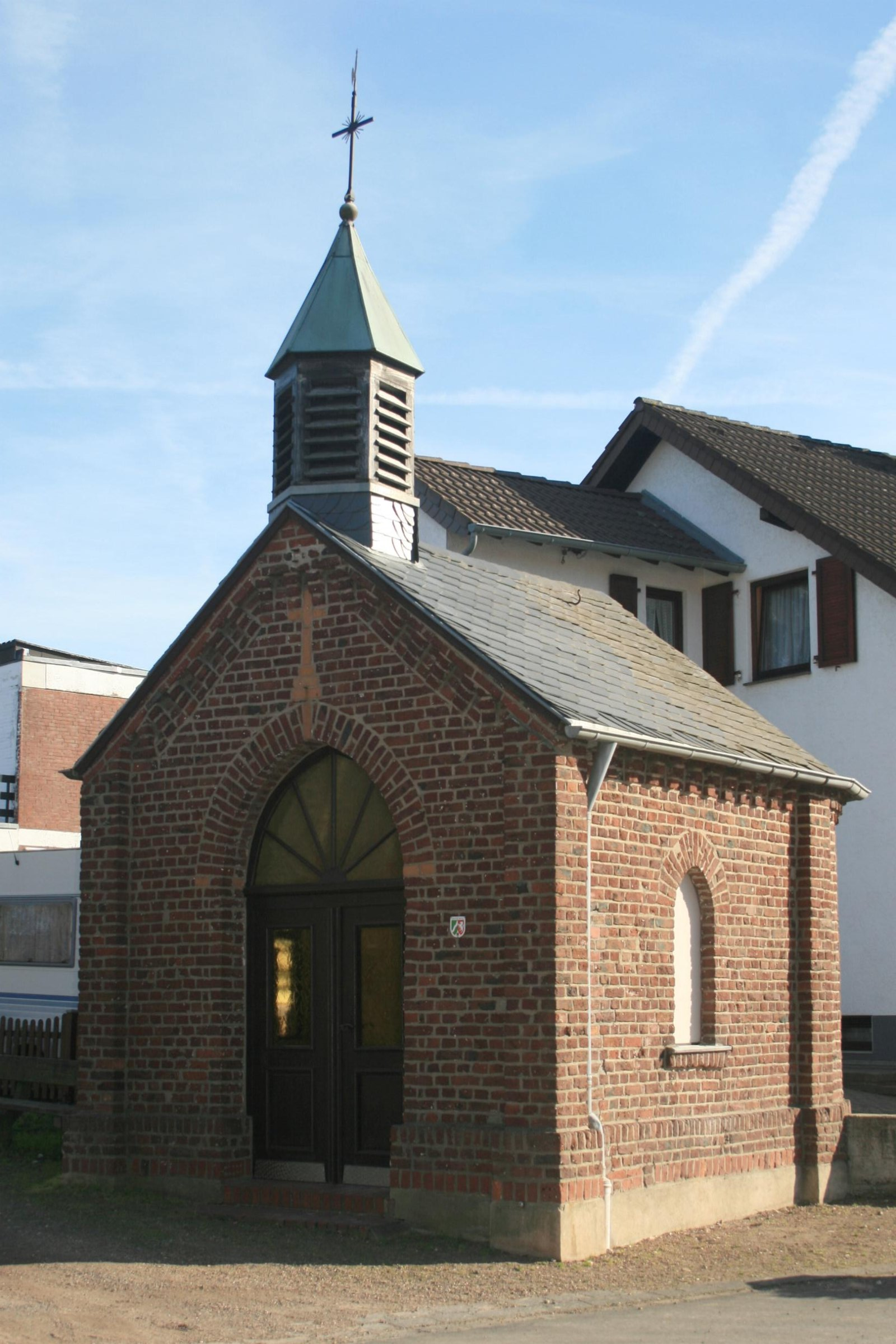